# 飛田遊廓

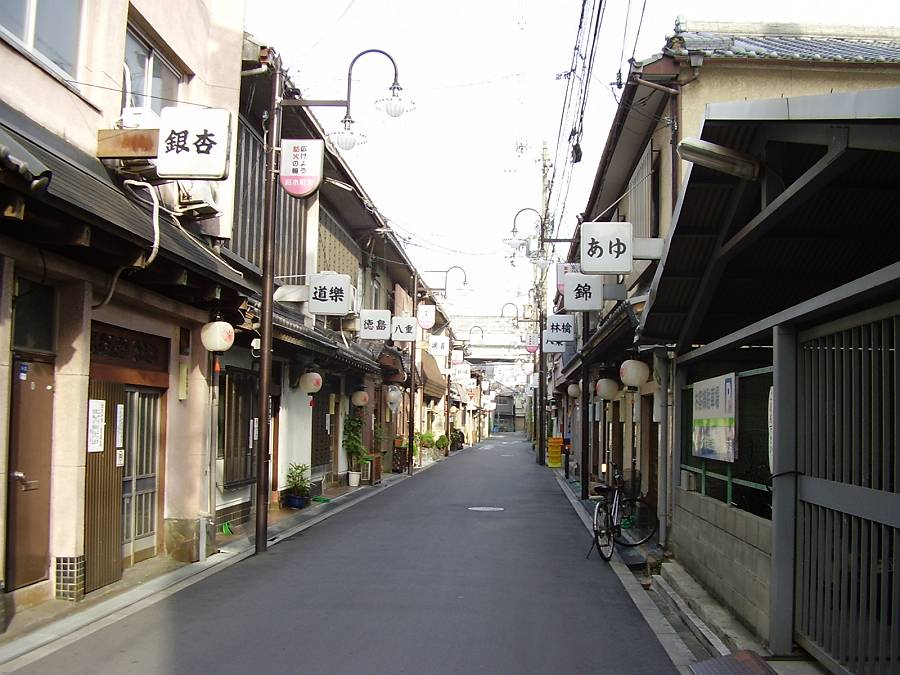
元遊廓だった飛田新地

飛田遊廓（とびたゆうかく）は、日本大阪府大阪市西成区山王3丁目一帯に存在した遊廓。大正時代後半から昭和初期にかけて日本最大級の遊廓といわれた。

## 概要

飛田新地（遊廓）紋章

大正時代に新設された遊廓（貸座敷免許地）である。第二次世界大戦後、遊郭は廃止された現在でも「ちょんの間」営業を続けており、通称飛田新地（とびたしんち）と呼ばれる。

## 歴史
1912年（明治45年）1月16日、難波新地乙部遊廓が全焼するミナミの大火が発生した。焼け跡には妓楼の再建が許可されなかったため、天王寺村（阿倍野墓地北西の低地）に代替地を求め、1916年（大正5年）に遊郭の指定を受けた。規模は、22,600坪。同年、「阪南土地建物会社」が設立され、一帯の土地を買収し、道路等を整備した。建物も同社が建設し、業者に貸し出す形態を取った。
遊郭地の指定にあたっては、同年10月21日に大阪婦人矯風会が大阪府庁に母親デモを行うなど反対運動も行われた。
1918年（大正7年）12月に開廓式が行われ、当時58戸の妓楼（貸座敷）があった。妓楼の数は昭和初期には200軒を超える。大阪のほとんどの花街が戦災を受けたが、飛田の一部は焼失を免れた。
1930年（昭和5年）に刊行された『全国遊廓案内』によると、
戦後はいわゆる「赤線」（特殊飲食店街）に指定され、「待合」の名目で営業することになった。売春防止法の施行後は「料亭」となった。
かつては巨大なコンクリート壁に囲まれていた。坂口安吾は1951年（昭和26年）に、
と記している。
現在、本来の飲食店として営業している「鯛よし百番」は、大正中期に妓楼として建てられた建物を使用しており、2000年（平成12年）に国の登録有形文化財に登録された。

## ちょんの間
1958年（昭和33年）の売春防止法施行以後は料亭街となり、現在も往事の雰囲気を残している。店舗は「料亭」の看板を掲げ、『飛田新地料理組合』という業者団体を構成している。料亭と言っても、飲食物目当ての客はほとんどおらず、営業内容は1958年以前の赤線時代と大差ない。いわゆるちょんの間と呼ばれる本番風俗である。ソープランドとは異なり、入浴設備はなく、赤線時代と異なり、宿泊はできない。
売春防止法では「何人も売春をし、又はその相手方となってはならない」とある。場所の提供も勧誘も刑事処分の対象だが、表向き料亭に転向することにより、料亭内での客と仲居との「自由恋愛」という建前により、運営が当局より黙認されているとも言われる。
作家の黒岩重吾は1960-70年代に一連の「西成物」で裏ぶれた風俗街の様子を活写している。その後、インターネットや成人雑誌等でちょんの間風俗が取り上げられ、近年はSNSの普及によって、その存在が全国的に知られるようになった。若年層の男性や、訪日外国人など客層に変化がみられていた。
働いている女性については「最初は、これだけ貯めたら辞めようと思って入ってくるみたいだけど、その日その日に何万円も現金を手にするようになると、自然と金遣いが荒くなる。普通の勤めだと、働き始めて1カ月しないと給料が入ってこない。それに我慢できず、結局、抜けられなくなる」と関係者が証言している。

### 撮影禁止
営業時間帯は、店内の様子を含めて公道も撮影が禁止されているが、スマートフォンの普及で写真や動画で撮影するマナー違反が続出し、その後、認知が進み、マナー違反は見られなくなった。
飛田新地料理組合は、公道であっても飛田遊廓内の撮影を禁止している。遊廓内には撮影禁止マークが貼られており、撮影者は客寄せの女性から注意される。客寄せの女性からの注意を無視して撮影をした人物が、警察に通報された事例もある。
公道での撮影を禁止する法律は存在しないため、この取締に法的な根拠は無いが、歴史の長い飛田遊廓が抱える特殊な事情から、警察も店を咎めることはない。遊廓で働く女性の顔が映像として記録されると、家族や友人に見つかるなどして生活上で様々な不都合が生じるため、不文律として守られている。
2015年（平成27年）9月23日放送の探検バクモン「ニッポン労働ブルース～人情編～」にて町並みが放送された。

## 全店休業
1989年（平成元年）の昭和天皇の大喪の礼に際して、全店で休業している。
2019年（令和元年）6月28日・29日に20カ国・地域首脳会合が大阪市で開催された際には、トラブル防止のため、飛田新地料理組合に加盟する料亭全店（159店）が自主的に休業した。
2020年（令和2年）4月1日までにCOVID-19拡大の影響で緊急事態宣言が発令すれば全店舗を休業することを決定した。
2022年（令和4年）9月27日に安倍晋三の国葬儀が行われるのに合わせて全店舗が休業した。

## 近年の摘発事例
2018年（平成30年）5月、山口組系極心連合会幹部とその内縁の妻が売春防止法違反容疑で逮捕された。さらに、同年12月には「売春を行う場所」になっていた建物を貸していたとして、スーパー玉出の創業者が組織犯罪処罰法違反（犯罪収益の収受）の容疑で逮捕された。

## 交通
- 阪堺電気軌道阪堺線：今池停留場・今船停留場
- Osaka Metro（御堂筋線・堺筋線）：動物園前駅
- JR西日本・南海電気鉄道：新今宮駅
- 各線　天王寺駅
- 近鉄南大阪線：大阪阿部野橋駅
- Osaka Metro谷町線：阿倍野駅
- 大阪シティバス 今池駅前停留所

### 廃止
- 南海平野線 飛田停留場
- 南海天王寺支線 飛田本通駅・大門通駅・曳舟駅

## 名所・旧跡
- 母子観音像 - 山王3丁目5

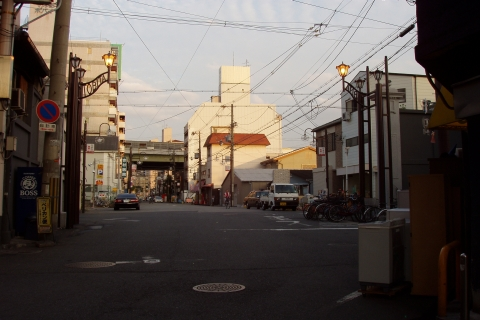
飛田大門跡 ガス灯を模した照明附近に門の跡がある
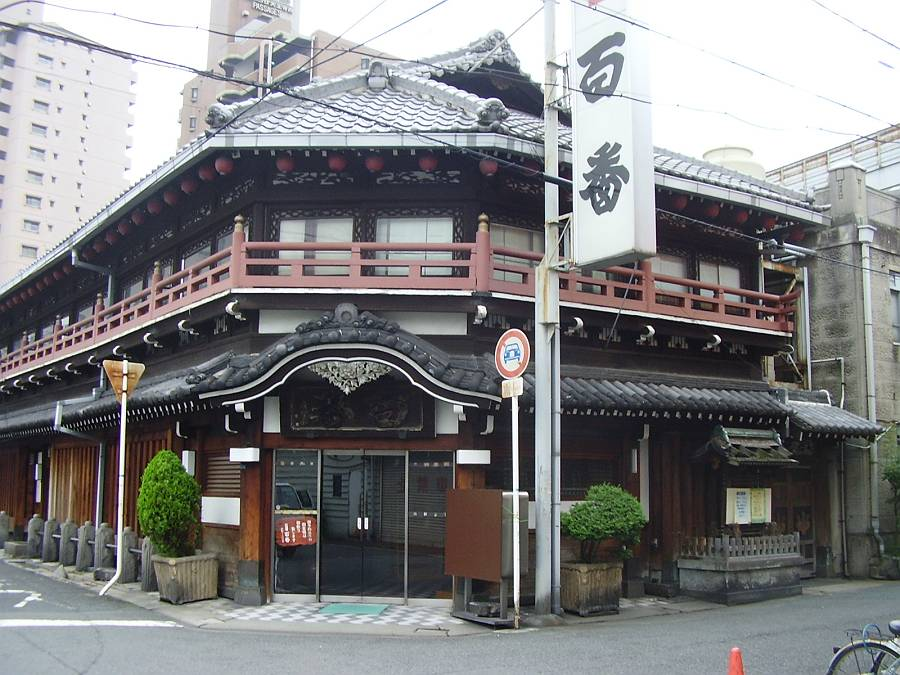
元遊廓だったが現在は料亭として営業している鯛よし百番
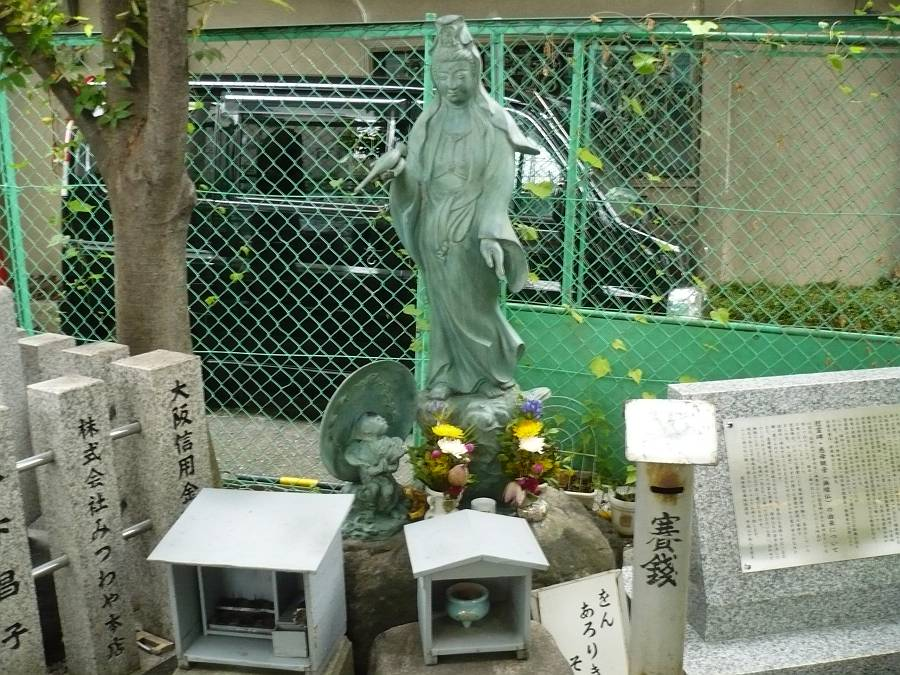
慈母観音
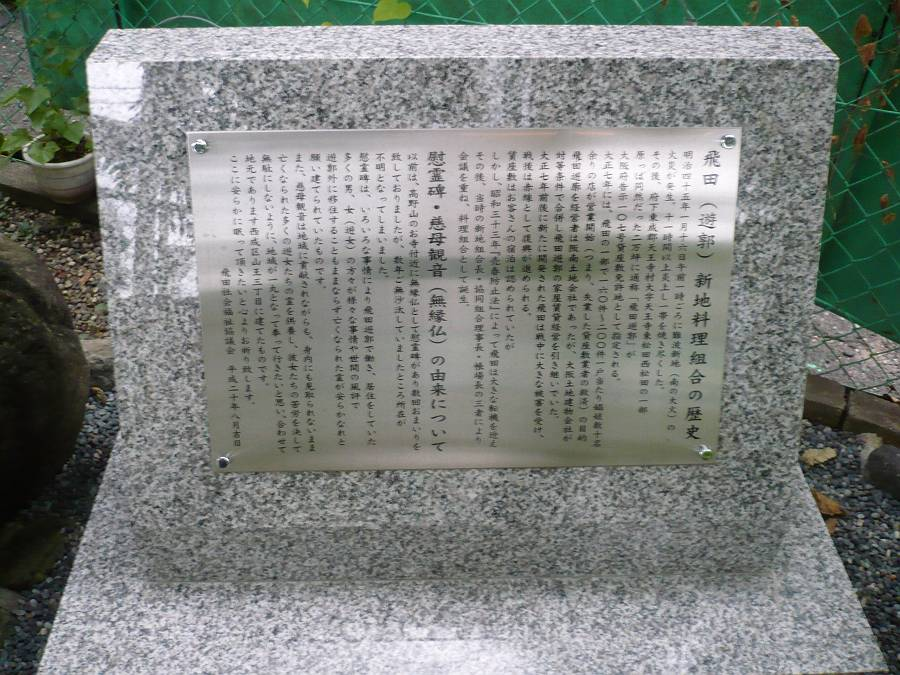
慰霊碑

## 飛田遊廓が登場する作品
- 黒岩重吾の一連の「西成物」 - 『飛田ホテル』『西成山王ホテル』『飛田残月』（エッセイ）『どかんたれ人生』など。
- 難波金融伝・ミナミの帝王 - Vシネマ版の47話の舞台。
- 龍が如く0 誓いの場所 - 「椿園」という飛田遊廓をモデルにした場所が登場する。
- DEVILMAN crybaby - 悪魔に憑依され、性欲が高まった主人公が訪れる。
- 悪名無敵 - 大映の任侠映画（1965年）で、勝新太郎・田宮二郎主演